# Българска брайлова азбука
Българската брайлова азбука е брайлова азбука за писане на български език.
Тя е базирана на унифицираната международна брайлова конвенция, с букви, приблизително съответстващи на тяхната латинска транслитерация, с еднаква пунктуация и френски въпросителен знак. Азбуката се използва от незрящите и слабовиждащите българоговорещи хора по света.

## Азбука
Измежду общите букви в българската и руската брайлова азбука различия има само за буквите „й“ и „ѝ“.
| Печатна буква      | а | б | в | г | д | е | ж | з | и | й | ѝ |
| ------------------ | - | - | - | - | - | - | - | - | - | - | - |
| Брайлово изписване |   |   |   |   |   |   |   |   |   |   |   |
| Печатна буква      | к | л | м | н | о | п | р | с | т | у |   |
| Брайлово изписване |   |   |   |   |   |   |   |   |   |   |   |
| Печатна буква      | ф | х | ц | ч | ш | щ | ъ | ь | ю | я |   |
| Брайлово изписване |   |   |   |   |   |   |   |   |   |   |   |

## Препинателни знаци
Пунктуацията е идентична с руската брайлова азбука.
| Препинателен знак  | , | . | ? | ! | ; | : | „ ... “ | (...) |
| ------------------ | - | - | - | - | - | - | ------- | ----- |
| Брайлово изписване |   |   |   |   |   |   |         |       |

## Форматиране
| пред число | главна буква |
| ---------- | ------------ |
|            |              |

## Знаци в банкнотите
В съвременните български банкноти, от 1997 г. насам, за улеснение на незрящите, са вградени релефни изображения с различни геометрични фигури – кръгове, триъгълници, квадрати и правоъгълници. Намират се до надписа „Българска народна банка“.
| Номинал (лв.)      | 1    | 1000 | 2 | 5 | 5000 | 10   | 10 000 | 20 | 50  | 100 | 500  |
| ------------------ | ---- | ---- | - | - | ---- | ---- | ------ | -- | --- | --- | ---- |
| Брайлово изписване | ▲ ⚫ | ▲ ⚫ | ▮ | ▲ | ▲    | ▮ ⚫ | ▮ ⚫   | ⚫ | ▼ ▲ | ▼ ▮ | ▲▲⬛ |

## Произход
Брайловата азбука е пренесена в България от Русия през 1906 г. Българската брайлова азбука е почти идентична с руската брайлова азбука, където те се припокриват. В българския език липсват някои руски букви, но има допълнителният знак ѝ (и с ударение), което заема мястото на руската буква й (в българския език буквата „ѝ“ е огледално изображение на „й“).

## Принципи на писане
В българската брайлова азбука се използват различни комбинации от точките, без значение кои са поред. Исторически погледнато, има три начина за прилагането на брайловото писане при различните езици.
1. По силата на Международния договор за брайловата азбука, тя трябва да следва френския ред на 26 букви от латинската азбука. След изтичането на тези 26 букви, при наличието на още букви се използват огледални образи и съчетания. Това са опити за налагане на еднаквост на азбуката във всички езици по света. Така би трябвало да се избегне хаоса, ако всяка нация пренарежда на буквените кодове. Не всички езици обаче се подчиняват на това споразумение.
2. Друга, историческа вече, система е кодовете да се задават според честотата на използваните символи при писане с най-прости комбинации, за да се пишат и разчитат бързо. Такива системи са били използвани в Германия и САЩ, но днес не се срещат никъде.
3. В Китай и Япония се използва система от срички и звуци.

## Предложение за разширение, включващо ASCII и Unicode BMP
През 2020 г. е направено предложение за разширение на българоезичната Брайлова писменост с още няколко 6-точкови блока за всеки знак и с повече празно пространство при изписването на всеки отделен знак, в стила на южнокорейската писменост хангъл, като това разширение добавя всички знаци от кодовата таблица ASCII (освен вече наличните в българоезичната Брайлова азбука) плюс начин за изписване на който и да е знак от стандарта Уникод чрез кодирането му като съставен от няколко хоризонтални и вертикални Брайлови блока, като представлява означение на съответния Уникод знак чрез изписването му като съответния си Уникод код според представянето си в 16-ичната бройна система; основно се поддържат всички блокове от Unicode BMP (Basic Multilingual Plane)).